# Silao
Silao – miasto w Meksyku, w stanie Guanajuato.